# Oasis class

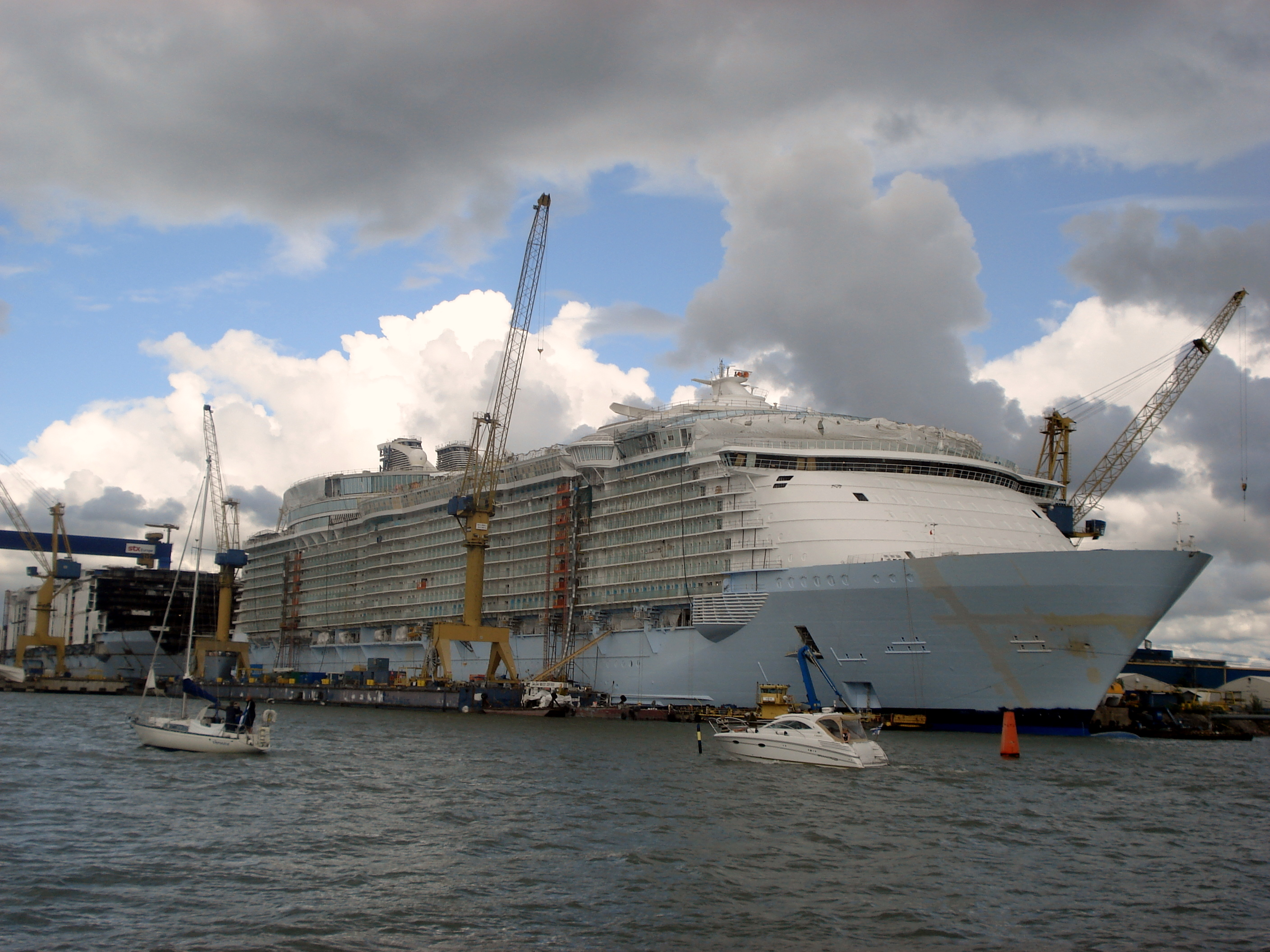
De Oasis, naamgever van deze klasse, in aanbouw. Turku, 2009

De Oasis class is een klasse cruiseschepen Royal Caribbean International. De Oasis of the Seas, Allure of the Seas, Harmony of the Seas en Symphony of the Seas behoren tot deze klasse. De vier schepen waren in 2019 de vier grootste cruiseschepen ter wereld.
In 2024 volgden we meer Schiffe, het Wonder of the Seas en de Utopia of the Seas.
In 2028 moet een ander schip in de vaart komen.